# 克雷格·金布雷爾
克雷格·麥可·金布雷爾（英語：Craig Michael Kimbrel，1988年5月28日—）是美國職棒大聯盟的投手，目前效力於勇士隊，先前曾效力於教士、紅襪、小熊、白襪、道奇、費城人與金鶯等隊。金布雷爾在2011年（個人第一個完整球季），得到46次救援成功，打破新人最佳紀錄，並獲得國聯年度最佳新人獎，奠定他頂級後援的名聲。其生涯七度入選全明星賽，兩次獲得年度最佳後援，並且在2018年球季得到總冠軍。金布雷爾向官方登記的身高是6呎0吋（約1.83米），體重則是201磅（約95公斤）。
2011年球季起，金布雷爾便在亞特蘭大勇士固定擔任終結者，當年他的單季46次救援成功打破了大聯盟的歷史新人紀錄。2011–14年間，金布雷爾持續在救援紀錄一項領先於國家聯盟。2018年5月5日，金布雷爾取得了個人第300次救援成功，亦是大聯盟歷史上最年輕達標的紀錄。

## 生平

### 早年
克雷格·金布雷爾是麥可（Mike）與珊蒂（Sandy）之子。高中就讀於阿拉巴馬州亨茨维尔的Lee High School，當時的金布雷爾是一位雙棲運動員，除了棒球外，他在美式足球則擔任四分衛。之後，金布雷爾進入華萊士社區學院，在大學校隊的角色便以後援投手居多，間或客串先發。

### 美職生涯
金布雷爾最早是在2007年的大聯盟選秀會中，於第33輪被亞特蘭大勇士所選上的選手，但是該年因為名次比較後面，他拒絕簽下合約。隔年他繼續參加大聯盟選秀，於第3輪再度被勇士選上（通算第96順位），這一年雙方就簽下合約。

#### 亞特蘭大勇士
2010年球季
2010年5月與6月，金布雷爾兩次升上大聯盟，短暫客串先發投手。季末，在9月19日對紐約大都會的比賽中，金布雷爾獲得了生涯的第1個救援成功。他在2010年球季的成績是4勝0敗、40次三振、16次保送和0.44防禦率。進入季後賽，金布雷爾在國家聯盟分區賽階段的4.1局投球中拿下7次三振，勇士最終在這一系列負於舊金山巨人，無緣晉級。
2011年球季

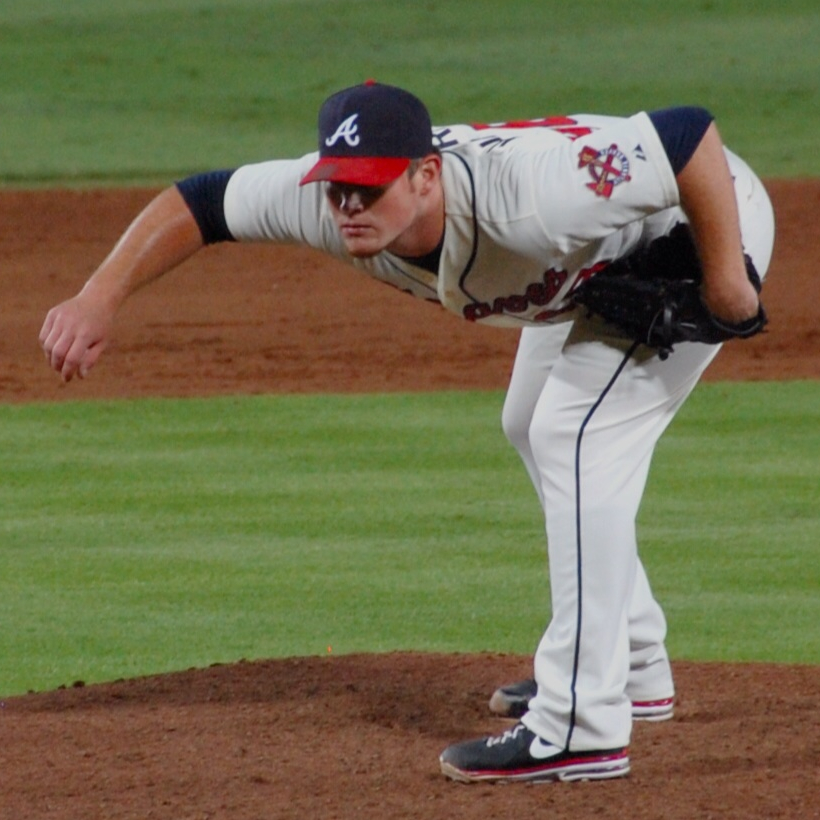
金布雷爾的招牌投球準備動作

由於2010年球季顯出的優異三振能力，金布雷爾因此在翌年正式被指定擔任終結者。4月21日在客場對陣洛杉磯道奇的比賽中，金布雷爾生涯第1次救援失敗。6月3日客場對紐約大都會的比賽中，他投出了生涯的第100次三振。這年金布雷爾首次入選全明星賽。7月5日於主場對科羅拉多落磯的比賽中，金布雷爾拿下第26次的救援成功，追平喬納森·派柏邦所保持的在明星賽前拿下最多救援成功的新人紀錄。間隔兩天後同樣對落磯的比賽中，再次拿下救援成功，打破上述紀錄。

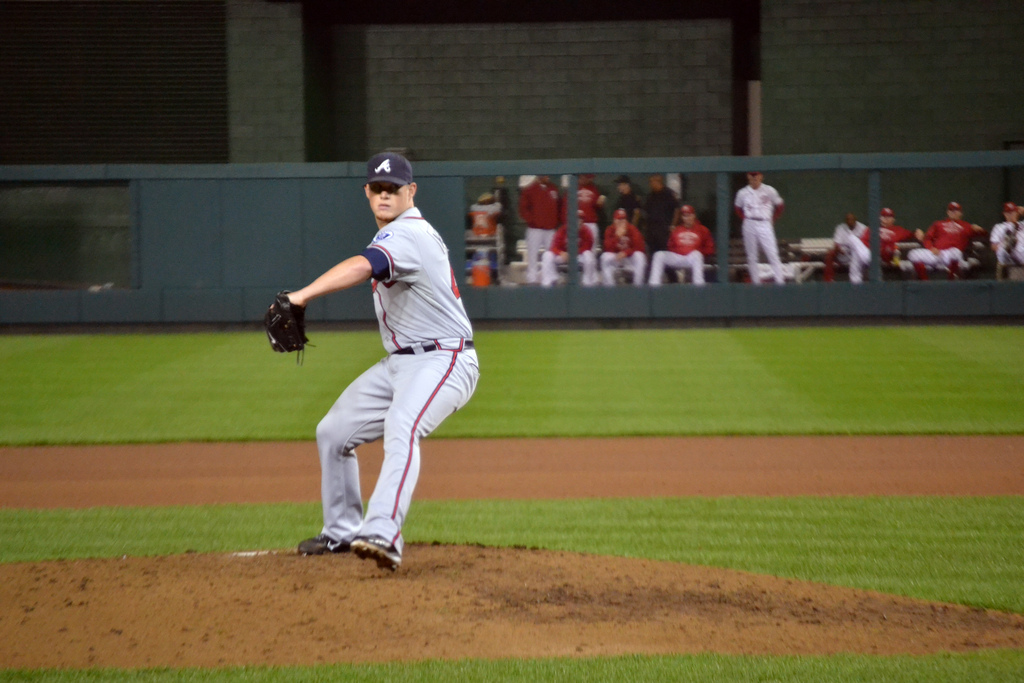
2011年的金布雷爾

7月22日，客場對辛辛那提紅人的比賽中，金布雷爾拿下第31次救援成功，打破勇士隊史的新人紀錄。8月9日於客場對邁阿密馬林魚的比賽，金布雷爾順利拿下第36次救援成功，追平國家聯盟所保持的新人最多救援成功紀錄。8月21日於主場對亞利桑那響尾蛇的比賽中，他投出今年球季的第100次三振，並拿下第39次的救援成功，並且連續30.2局無失分，而且防禦率不到2.00。8月23日客場對芝加哥小熊的比賽，金布雷爾拿下今年第40次救援成功，追平內夫塔利·費利茲所保持的新人最多救援成功的紀錄。8月31日於主場對華盛頓國民的比賽中，順利的拿下第41次救援成功，這是大聯盟史上新人球季最多救援成功的紀錄，期間他連續34局無失分。9月1日，金布雷爾連續34.2局無失分，打破克里夫·李所保持的紀錄，同時也是2011年大聯盟連續未失分的紀錄。直到9月9日金布雷爾失分以後才結束紀錄，總計連續未失分的紀錄為37.2局。
2011年球季的優異表現，讓金布雷爾獲得了8月份表現最佳之新人投手獎項和DHL年度救援王獎 。總體來說，今年金布雷爾表現不佳的期間是在9月份，投球局為8.1，單月的防禦率高達4.76，這或許是因為這是他第一個完整球季，在體力上已經有下滑跡象的關係。在今年最重要的最後一場比賽，金布雷爾救援失敗，使勇士無緣季後賽。金布雷爾在2011年球季於77局的投球中總計奪下127次三振，46次救援。11月14日，全美棒球記者協會票選金布雷爾為國家聯盟2011年美國職棒大聯盟年度最佳新人獎，他獲得全數第1名選票當選。
2012年球季
2012年的金布雷爾表現依然優異，再次入選全明星賽，9月份並獲得了DHL單月救援王獎項。在45次的救援機會中，他拿下42次救援成功，62.2局的投球投出116次三振，三振比高達16.7，這讓他成為大聯盟歷史上三振比例最高的投手。
2013年球季
這年的開季並不順暢，金布雷爾在開季的九次救援機會中就丟失了三個，而整個2012年球季也不過失手三次而已，顯見他的狀態仍須調整。不過，他仍然在8月9日拿下個人生涯的第100次救援（對手是舊金山巨人），這是大聯盟歷史上第二年輕的紀錄。9月27日，金布雷爾取得賽季的第50次救援成功。
金布雷爾的2013年球季成果碩然，獲得了大聯盟年度救援投手獎（MLB Delivery Man of the Year Award），以及終結者專屬的「吉比獎」（GIBBY Award）。此外，他追平了由約翰·史摩茲所持有的連續三季30次救援成功的勇士隊史紀錄。
2014年球季
2月16日，金布雷爾與勇士球團達成了四年的延長合約協議，合約總值為42,000,000美元，附帶2018年球季的選擇權。6月6日，在面對響尾蛇的比賽中，金布雷爾拿下生涯第155次救援成功，打破了約翰·史摩茲所持有的勇士隊史紀錄。8月29日，金布雷爾取得賽季的第40次救援成功。

#### 聖地牙哥教士
2015年球季
金布雷爾在4月15日被交易至聖地牙哥。他在6月8日的比賽中面對老東家勇士取得了救援成功，恰好亦是其生涯第200次救援。11月13日，再被交易至波士頓。

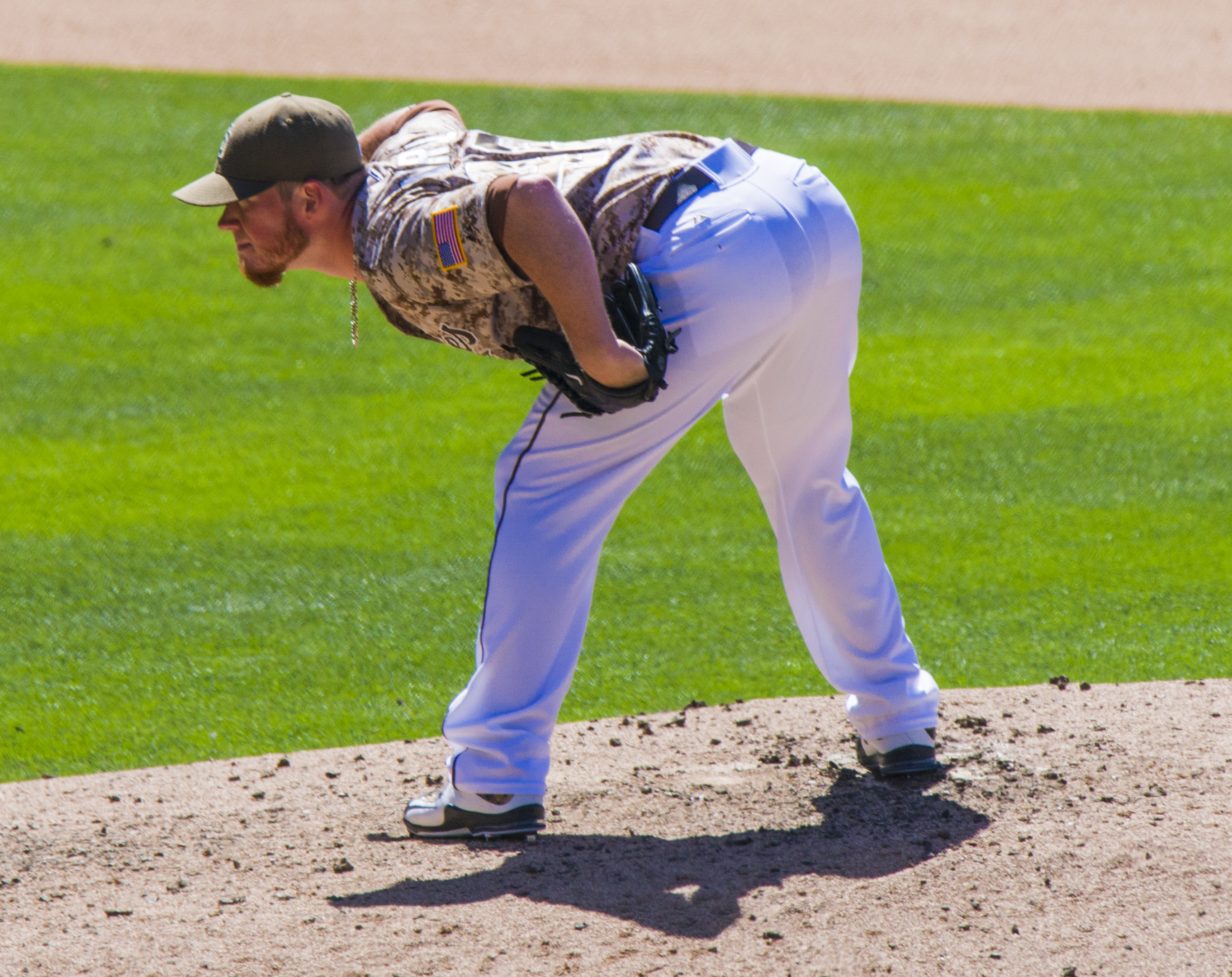
2015年的金布雷爾

金布雷爾在2015年球季的成績：出賽場次61，投球局數59.1，救援成功數39，奪三振數87，保送數22，防禦率2.58。

#### 波士頓紅襪
2016年球季
7月8日，金布雷爾在賽前熱身時感到膝部不適，檢查結果顯示他的左膝半月板有撕裂現象，必須以手術治療，預後需要三至六週的時間復原。金布雷爾於8月初重返紅襪牛棚，並在10月的分區系列賽二次登板。
轉戰美聯的第一年，金布雷爾的個人成績為：出賽場次57，投球局數53，救援成功數31，奪三振數83，保送數30，防禦率3.40。
2017年球季
金布雷爾將他的出場音樂更換為泰德·納金特的〈束縛〉，在這之前，他一直使用搖滾樂隊Guns N' Roses的〈欢迎来到丛林〉。
5月11日，在對陣密爾瓦基釀酒人的比賽中，金布雷爾以九個好球連續三振三名打者，達成了「完美一局」（immaculate inning）。
金布雷爾的2017年球季成績較前一年有全面性的提升：出賽場次67，投球局數69，救援成功數35，奪三振數126，保送數14，防禦率1.43。
2018年球季
5月5日，金布雷爾面對德州遊騎兵取得了個人生涯第300次救援成功。這年他再次入選全明星賽，球季結算亦有62.1局投球、42次救援、2.74防禦率以及96次奪三振的成績。
在該年的季後賽中，金布雷爾六次救援成功，協助紅襪獲得總冠軍。季後，他拒絕了紅襪的一年17,900,000美元報價，成為自由球員。

#### 芝加哥小熊
2019年球季
離開波士頓紅襪的金布雷爾有行無市，球季開始後他仍然無球可打。直到6月7日，後援戰力告急的芝加哥小熊宣布與金布雷爾達成三年43,000,000美元的合約協議。6月27日，在小聯盟球隊完成「春訓」的金布雷爾被登錄至大聯盟名單，並立刻拿下當天的救援成功，對手恰好是勇士。8月份他曾因為膝蓋發炎而進入傷兵名單，但亦能很快地復原。
最終，金布雷爾在2019年的不完全球季取得了13次救援成功。
2020年球季
2021年球季

#### 芝加哥白襪
2021年7月30日，小熊隊將金布雷爾交易到白襪隊，換來Nick Madrigal和Codi Heuer。

#### 洛杉磯道奇
2022年4月1日，白襪隊將金布雷爾交易到道奇隊，換來A·J·波拉克。

#### 費城費城人
2023年費城人成功打入季後賽，在面對馬林魚和勇士時，都發揮穩定，幫助球隊守住勝利。只可惜在國聯冠軍戰面對響尾蛇時，發揮失常在系列賽第三場救援失敗，緊接者狀況變糟，因此後面幾場比賽便沒再上場。而費城人也重新將終結者定位為José Alvarado。

#### 巴爾的摩金鶯
2024年4月份，他達成第422次救援成功，而那顆有紀念價值的球，竟被隊友丟向觀眾席，所幸最後有成功找回。

### 國際賽事
金布雷爾在2013年世界棒球經典賽擔任美國國家隊的終結者，在資格賽中不幸救援失敗，使美國隊負於多明尼加隊，無緣晉級。

## 技術特點
金布雷爾主要武器是四縫線速球和彈指曲球，其中快速球極速曾達到101哩，平均速度約97哩，他的彈指曲球均速則約86哩。配球部分，金布雷爾有2/3的機會使用快速球，另外1/3則是曲球。雖然球種不多，不過因他有頂尖的球路威力，在交互運用的搭配下，擁有極為優異的三振率。

## 生涯成績
| 年度      | 球團      | 場次 | 先發 | 完投 | 完封 | 勝投 | 敗投 | 救援 | 中繼 | 勝率  | 局數  | 被安打 | 被全壘打 | 保送 | 四壞 | 觸身球 | 三振 | 失分 | 自責分 | 防禦率 | WHIP |
| --------- | --------- | ---- | ---- | ---- | ---- | ---- | ---- | ---- | ---- | ----- | ----- | ------ | -------- | ---- | ---- | ------ | ---- | ---- | ------ | ------ | ---- |
| 2010      | ATL       | 21   | 0    | 0    | 0    | 4    | 0    | 1    | 2    | 1.000 | 20.2  | 9      | 0        | 16   | 1    | 0      | 40   | 2    | 1      | 0.44   | 1.21 |
| 2011      | ATL       | 79   | 0    | 0    | 0    | 4    | 3    | 46   | 0    | .571  | 77.0  | 48     | 3        | 32   | 1    | 1      | 127  | 19   | 18     | 2.10   | 1.04 |
| 2012      | ATL       | 63   | 0    | 0    | 0    | 3    | 1    | 42   | 0    | .750  | 62.2  | 27     | 3        | 14   | 0    | 2      | 116  | 7    | 7      | 1.01   | 0.65 |
| 2013      | ATL       | 68   | 0    | 0    | 0    | 4    | 3    | 50   | 0    | .571  | 67.0  | 39     | 4        | 20   | 2    | 3      | 98   | 10   | 9      | 1.21   | 0.88 |
| 2014      | ATL       | 63   | 0    | 0    | 0    | 0    | 3    | 47   | 0    | .000  | 61.2  | 30     | 2        | 26   | 0    | 2      | 95   | 13   | 11     | 1.61   | 0.91 |
| 2015      | SD        | 61   | 0    | 0    | 0    | 4    | 2    | 37   | 0    | .667  | 59.1  | 40     | 6        | 22   | 1    | 1      | 87   | 19   | 17     | 2.58   | 1.04 |
| 2016      | BOS       | 57   | 0    | 0    | 0    | 2    | 6    | 31   | 1    | .250  | 53.0  | 28     | 4        | 30   | 0    | 4      | 83   | 22   | 20     | 3.40   | 1.09 |
| 2017      | BOS       | 67   | 0    | 0    | 0    | 5    | 0    | 35   | 1    | 1.000 | 69.0  | 33     | 6        | 14   | 0    | 4      | 126  | 11   | 11     | 1.43   | 0.68 |
| 2018      | BOS       | 63   | 0    | 0    | 0    | 5    | 1    | 42   | 0    | .833  | 62.1  | 31     | 7        | 31   | 0    | 2      | 96   | 19   | 19     | 2.74   | 0.99 |
| 2019      | CHC       | 23   | 0    | 0    | 0    | 0    | 4    | 13   | 0    | .000  | 20.2  | 21     | 9        | 12   | 0    | 2      | 30   | 15   | 15     | 6.53   | 1.60 |
| 2020      | CHC       | 18   | 0    | 0    | 0    | 0    | 1    | 2    | 3    | .000  | 15.1  | 10     | 2        | 12   | 1    | 2      | 28   | 9    | 9      | 5.28   | 1.43 |
| 2021      | CHC       | 39   | 0    | 0    | 0    | 2    | 3    | 23   | 0    | .400  | 36.2  | 13     | 1        | 13   | 0    | 0      | 64   | 6    | 2      | 0.49   | 0.71 |
| 2021      | CWS       | 24   | 0    | 0    | 0    | 2    | 2    | 1    | 6    | .500  | 23.0  | 18     | 5        | 10   | 1    | 3      | 36   | 13   | 13     | 5.09   | 1.22 |
| 2022      | LAD       | 63   | 0    | 0    | 0    | 6    | 7    | 22   | 2    | .462  | 60.0  | 51     | 4        | 28   | 2    | 5      | 72   | 31   | 25     | 3.75   | 1.32 |
| 2023      | PHI       | 71   | 0    | 0    | 0    | 8    | 6    | 23   | 7    | .571  | 69.0  | 44     | 10       | 28   | 1    | 4      | 94   | 28   | 25     | 3.26   | 1.04 |
| 2024      | BAL       | 57   | 0    | 0    | 0    | 7    | 5    | 23   | 4    | .583  | 52.1  | 40     | 7        | 31   | 1    | 5      | 73   | 35   | 31     | 5.33   | 1.36 |
| MLB：15年 | MLB：15年 | 837  | 0    | 0    | 0    | 56   | 47   | 440  | 26   | .544  | 809.2 | 42     | 73       | 3039 | 11   | 40     | 1265 | 259  | 233    | 2.59   | 1.01 |

## 個人生活
克雷格·金布雷爾有兩名兄弟：艾倫（Alan）與麥特（Matt），後者曾加入勇士小聯盟系統，但成就有限。
2012年，金布雷爾與大學好友艾希莉·霍爾特（Ashley Holt）成婚。他們的長女莉迪亞（Lydia）於2017年11月3日出生，迄今仍與先天性心臟病抗爭中。

## 外部連結
- 球員資訊和成績在MLB ，ESPN ，Retrosheet ，Baseball Reference ，Baseball Reference (Minors) ，Fangraphs ，The Baseball Cube （英文）
- 官方网站